# Powiat Rosenberg O.S.

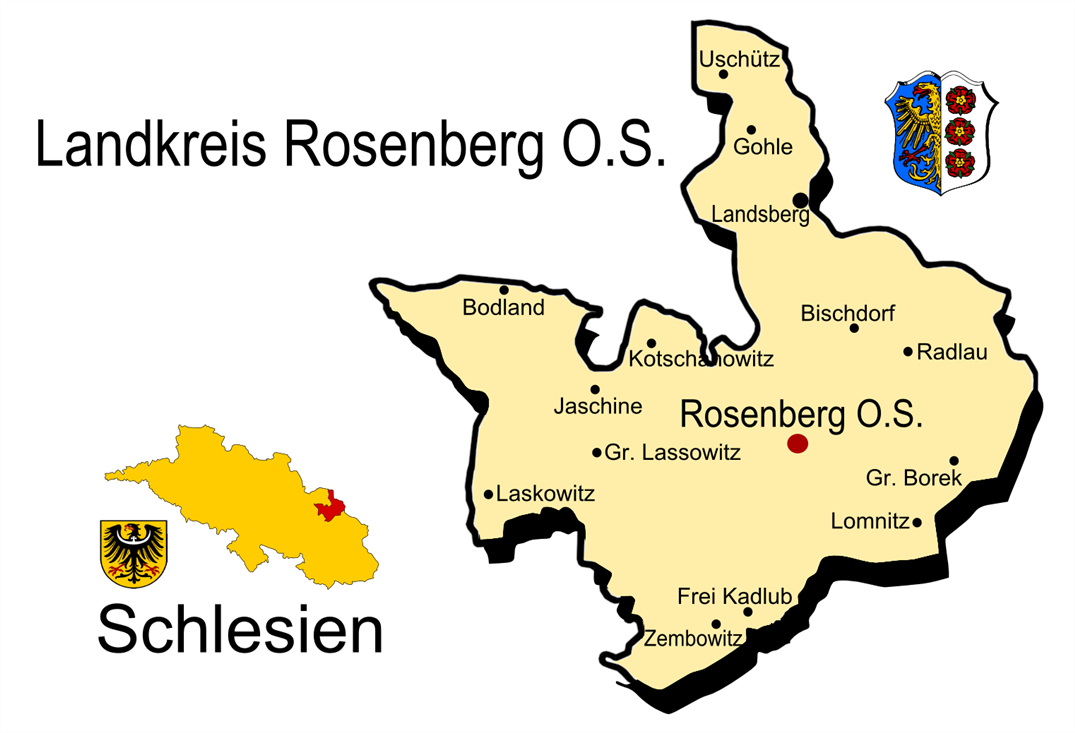
Powiat Rosenberg O.S.

Powiat Rosenberg O.S. (niem. Kreis Rosenberg O.S., pol. powiat oleski) – niemiecki powiat istniejący w okresie od 1743 do 1945 r. na terenie prowincji śląskiej.
Powiat powstał w 1743 r. Po podziale prowincji Śląsk w 1816 r. powiat Rosenberg O.S. włączono do rejencji opolskiej. Po I wojnie światowej powiat pozostał w Niemczech, przynależąc do prowincji Górny Śląsk. W 1938 r. należał ponownie do odtworzonej prowincji Śląsk. W 1941 r. prowincję Śląsk podzielono i powiat Rosenberg O.S. przydzielono do nowej prowincji Górny Śląsk. W 1945 r. terytorium powiatu zajęła Armia Czerwona i znalazł się on pod administracją polską.
W 1910 r. powiat obejmował 137 gmin o powierzchni 898,78 km² zamieszkanych przez 52.341 osób.